# Stanisław Kulon
Stanisław Karol Kulon (ur. 26 sierpnia 1930 w Siółku, zm. 15 maja 2022 w Warszawie) – polski rzeźbiarz, nauczyciel akademicki, profesor sztuk plastycznych (1988).

## Życiorys

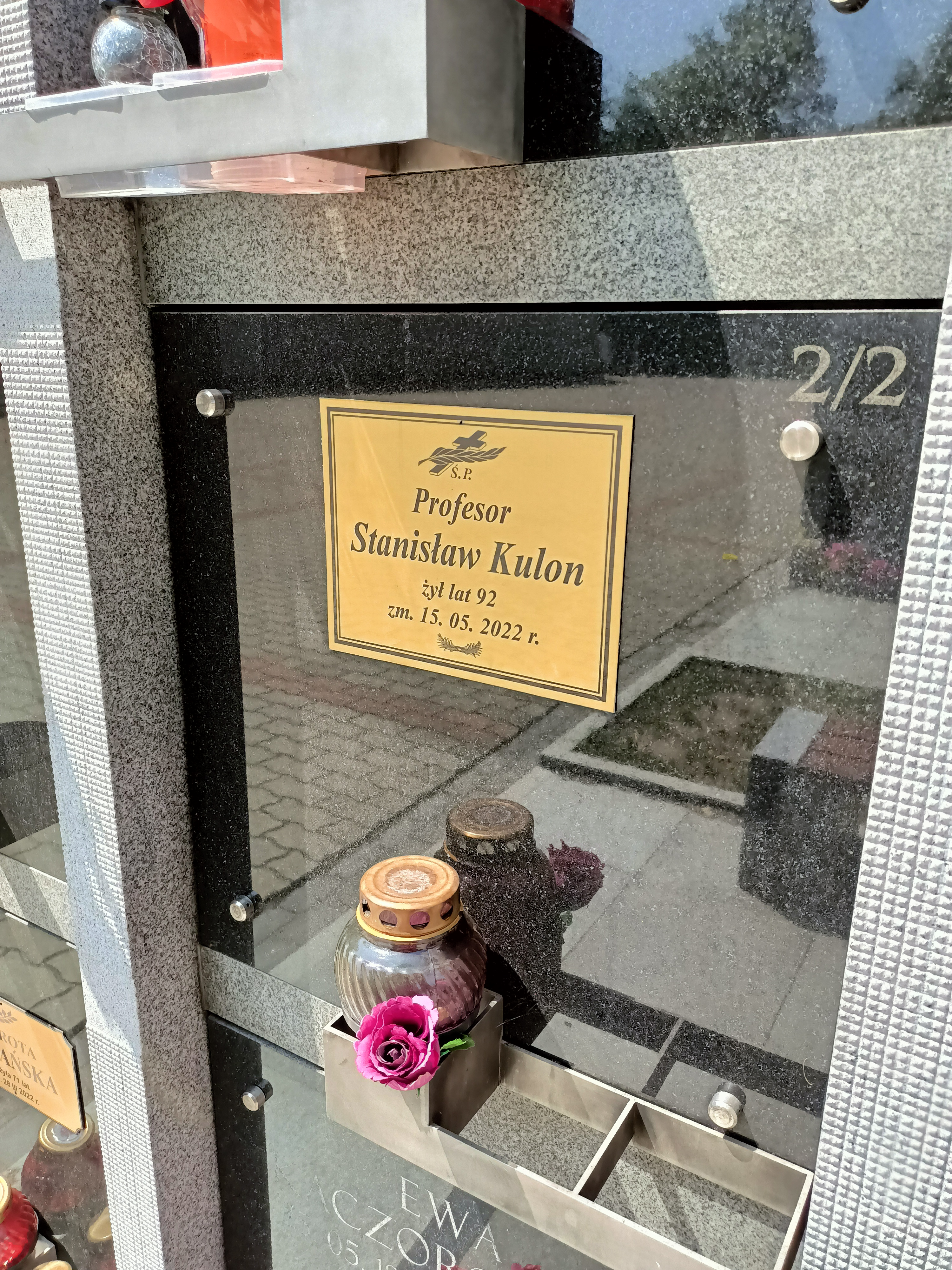
Grób Stanisława Kulona na Cmentarzu Wojskowym na Powązkach

10 lutego 1940 został wywieziony wraz z rodzicami i rodzeństwem na Ural. Stracił tam matkę, ojca i troje młodszego rodzeństwa. Do kraju wrócił w 1946.
W latach 1948–1952 uczęszczał do Liceum Technik Plastycznych w Zakopanem. Był studentem Antoniego Kenara. Po zdaniu matury kontynuował naukę na Wydziale Rzeźby Akademii Sztuk Pięknych w Warszawie w pracowniach Ludwiki Nitschowej i Mariana Wnuka. W 1955, jeszcze jako student uczestniczył w wystawie „Przeciw wojnie, przeciw faszyzmowi” w warszawskim Arsenale. Dyplom z wyróżnieniem otrzymał w 1958.
Od 1958 do 1966 był asystentem w pracowni Ludwiki Nitschowej. W 1964 związał się z grupą „Rekonesans” i przez wiele lat uczestniczył w jej wystawach. W 1988 został profesorem nadzwyczajnym Wydziału Rzeźby, natomiast w latach 1971–1978 i 1985–1987 sprawował funkcję prodziekana na tym wydziale. Profesorem zwyczajnym został w 1995. W 2000 odszedł na emeryturę.
Uprawiał rzeźbę monumentalną, ceramiczną i ceramikę.
Żył i tworzył w Łomiankach gdzie zbudował dom i pracownię.
Zmarł w Warszawie. Został pochowany na Cmentarzu Wojskowym na Powązkach w Warszawie.

## Publikacje
- „Z ziemi polskiej do Polski”[6]
- „Szkice. Wołyń 1943-1944” (2012)[7].

## Wybrane wystawy indywidualne
- 1971 Zachęta, Warszawa

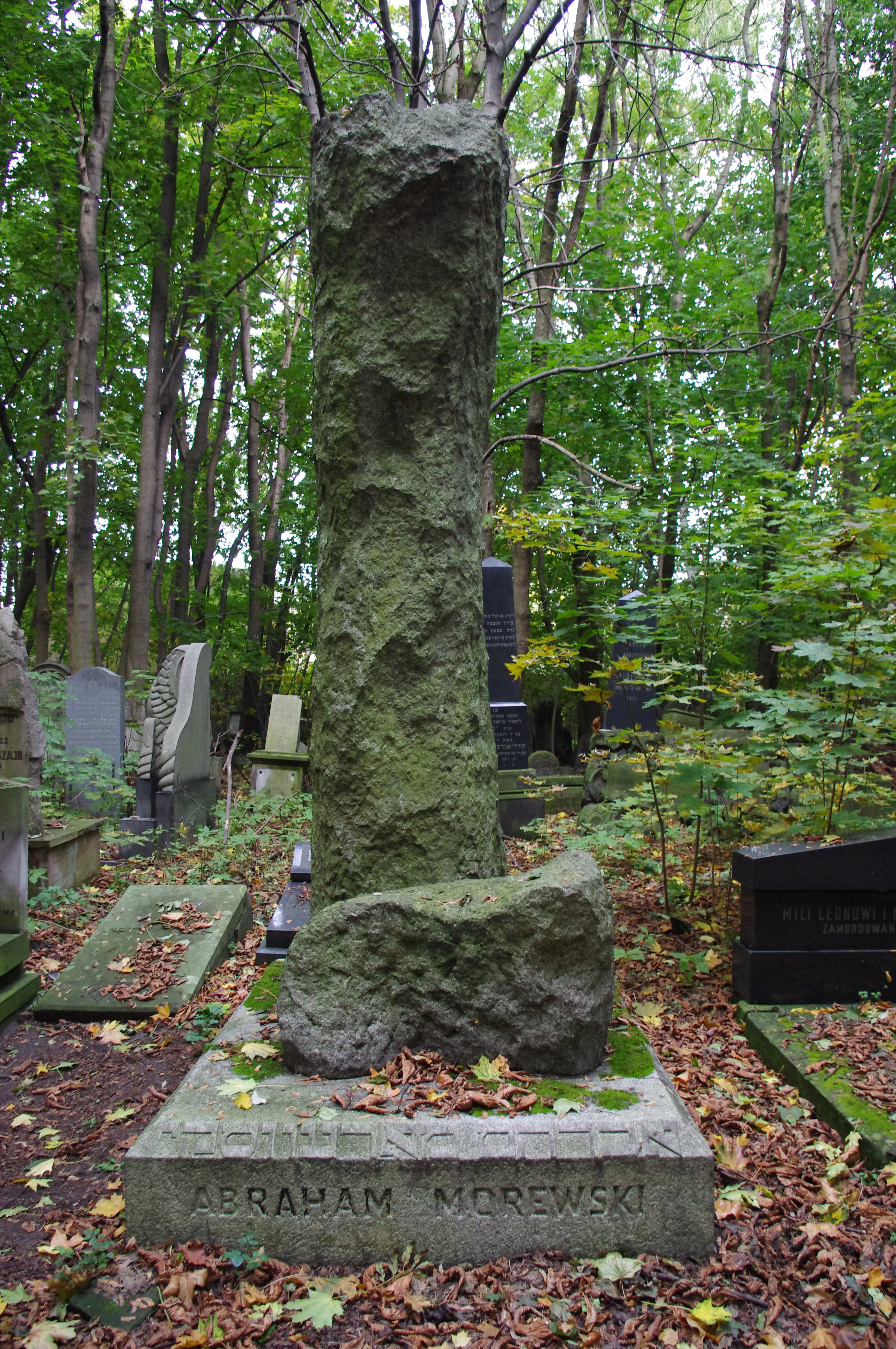
Grób aktora i reżysera Abrahama Morewskiego autorstwa Stanisława Kulona, na cmentarzu żydowskim przy ul. Okopowej w Warszawie

- 1992 Centrum Rzeźby Polskiej w Orońsku
- 1993 Galeria Brama, Warszawa
- 1994 Mała Galeria, Nowy Sącz
- 1996 Państwowa Galeria Sztuki Współczesnej, Włocławek
- 1997 Galeria Rzeźby, Warszawa
- 1998 Salon Sztuki Współczesnej BWA, Bydgoszcz
- 2009 Muzeum Diecezjalne w Pelplinie
- 2023 Centrum Olimpijskie, Warszawa
- 2024 Miejska Galeria Sztuki im. Władysława hr. Zamoyskiego w Zakopanem, Zakopane

## Ważniejsze realizacje
- 1966 Pomnik Marii Konopnickiej, Warszawa
- 1968 Matka, Piestany, Słowacja
- 1975 Pomnik Chwała Saperom, Warszawa
- 1978 Pomnik Bohaterom Starachowic 1939–1945, Starachowice
- 1982 Pomnik ku czci pomordowanych w latach 1939–1945 obywateli Jabłonny, Jabłonna
- 1986 Pomnik Poległym 1939–1945, Bieżuń

## Odznaczenia
- Krzyż Kawalerski Orderu Odrodzenia Polski
- Złoty Krzyż Zasługi
- Medal 30-lecia Polski Ludowej
- Srebrny Medal „Za zasługi dla obronności kraju”
- Brązowy Medal „Za zasługi dla obronności kraju”
- Odznaka „Zasłużony Działacz Kultury”
- Złota Odznaka honorowa „Za Zasługi dla Warszawy”
- Złota odznaka ZNP